# Kim Bo-ah
Kim Bo-ah (hangul: 김보아; hanja: 金甫娥; rr: Gim Bo-a; MR: Kim Po-a; nascida em 31 de janeiro de 1987), mais frequentemente creditada na carreira musical apenas como Boah (hangul: 보아; estilizado como BoA), é uma cantora e compositora sul-coreana. É popularmente conhecida como integrante do grupo feminino Spica.

## Biografia
Boah nasceu em 31 de janeiro de 1987 em Seul, Coreia do Sul. Após completar o ensino médio, Boah estudou no departamento de música da Instituto de Tecnologia Yeoju. Durante alguns anos trabalhou como treinadora vocal para os grupos Kara, Rainbow e Infinite e gravou vocais de fundo e harmonização para diversos grupos de K-pop.

## Carreira

### 2012–14: Estreia com Spica, lançamentos solos e atividades individuais

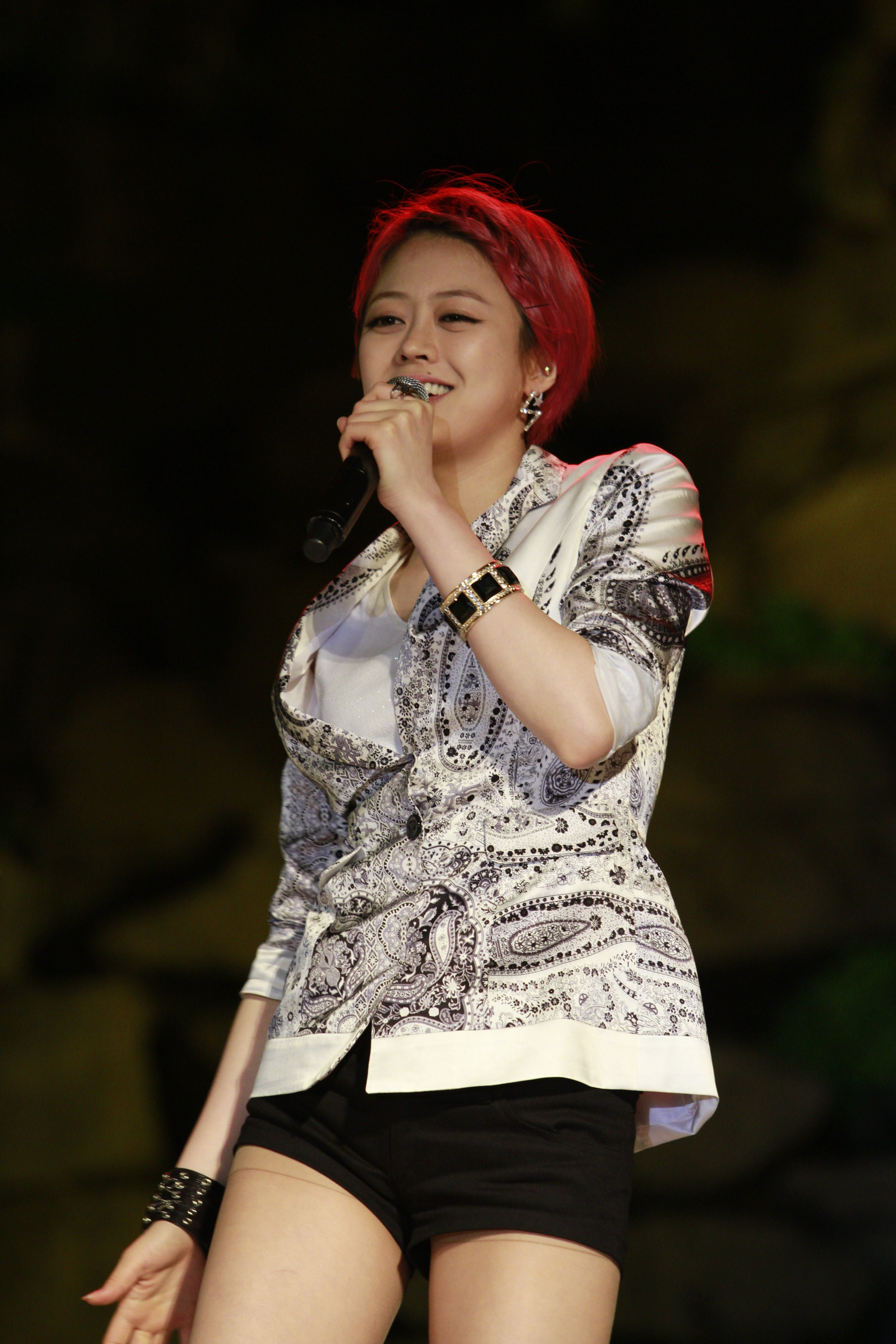
Boah se apresentando em 04 de março de 2012.

Boah foi anunciada como integrante do grupo Spica pela B2M Entertainment. Sua estreia com o grupo ocorreu em fevereiro de 2012 com o lançamento do extended play Russian Roulette. O grupo realizou sua estreia nos palcos da M Countdown dois dias depois.
Em março de 2013, Boah lançou a canção Tears Falling como parte da trilha sonora do drama coreano That Winter, The Wind Blows. O single foi produzido por Kangta e possui duas versões: versão em piano e versão em guitarra. Meses depois, em novembro, ela lançou Though My Heart Tells Me como parte da trilha sonora para o drama Love For Ten, Generation of Youth.
Em meados de 2014, Boah lançou uma gravação cover do single Say Something, com o cantor Eric Nam. Em junho de 2015, Boah apareceu na competição de canto da MBC King of Mask Singer onde ela interpretou a canção Is Anyone There?
(누구 없소), de Han Young-ae. Em novembro de 2016, Boah lançou um dueto com o rapper Reddy, intitulado Even You, lançada como parte da trilha sonora do drama Entourage.
Em fevereiro de 2017, foi anunciado o fim de Spica, o grupo que Boah fez parte por mais de cinco anos.

## Discografia
| Título                                                                                   | Ano          | Melhor posição nas paradas | Vendas (DL)    | Outros artistas | Álbum                                 |
| Título                                                                                   | Ano          | KOR                        | Vendas (DL)    | Outros artistas | Álbum                                 |
| Colaborações                                                                             | Colaborações | Colaborações               | Colaborações   | Colaborações    | Colaborações                          |
| ---------------------------------------------------------------------------------------- | ------------ | -------------------------- | -------------- | --------------- | ------------------------------------- |
| "I'm Here"                                                                               | 2008         | —                          | —              | Mario           | Time To Mario                         |
| "Say Something"                                                                          | 2014         | —                          | —              | Eric Nam        | Say Something                         |
| "Innocent?"                                                                              | 2014         | —                          | —              | Nicole Jung     | First Romance                         |
| "Damage"                                                                                 | 2014         | 32                         | - KOR: 81,328+ | Mario           | Damage Special Edition                |
| Aparição em trilhas sonoras                                                              |              |                            |                |                 |                                       |
| "The Bottom Of My Heart"                                                                 | 2008         | —                          | —              | —               | Kid Gang OST                          |
| "Tears Falling"                                                                          | 2008         | —                          | —              | —               | That Winter, The Wind Blows OST       |
| "Though My Heart Tells Me"                                                               | 2013         | —                          | —              | —               | Love For Ten, Generation of Youth OST |
| "Though My Heart Tells Me"                                                               | 2013         | 49                         | - KOR: 21,935+ | —               | Love For Ten, Generation of Youth OST |
| "Even You"                                                                               | 2016         | 53                         | - KOR: 19,834+ | Reddy           | Entourage OST Part.05                 |
| "—" indica lançamentos que não figuraram nas paradas ou não foram lançados nessa região. |              |                            |                |                 |                                       |

## Filmografia

### Programas de TV
| Ano  | Titulo              | Emissora | Função      | Notas                                   |
| ---- | ------------------- | -------- | ----------- | --------------------------------------- |
| 2012 | Strong Heart        | SBS      | Convidada   |                                         |
| 2015 | King of Mask Singer | MBC      | Concorrente | Como "Take My Sword! Romantic Assassin" |